# Мала Бийгань
Мала́ Бийгань — село в Великобийганській громаді Берегівського району Закарпатської області України. Село знаходиться за 12 км від районного центру, та за 2 км від Великої Бийгані, маючи з нею спільну історію.
Колишні назви: Мала Бейгань, Меле Бігонь, Мала Бийгонь.

## Герб
У лазуровому щиті на зеленій землі п'ять зелених різновисоких тополь, що супроводжуються в правому верхньому кутку щита золотим сонцем без зображення обличчя з шістнадцятьма такими ж променями, прямими і полум'яними поперемінно, а зліва - срібним півмісяцем вправо.

## Історія
На північний захід від Малої Бийгані, на правому березі ріки Верке розташоване поселення пізньої бронзи і раннього заліза. На лівому березі Верке, у південно-західній частині села – поселення пізньої бронзи. В районі древніх поселень відкрито в різні часи три скарби пізньої бронзи та раннього заліза. В 1965 році виявлено перший, що складався з чекано-молота і кільця, другий – в 1954 році – з 11 браслетів, третій – в 1969 році – з 8 бронзових предметів. Звідси також походять два браслети.

У ХІ столітті його власниками був рід Бегані, який вимер лише у ХІХ столітті. Протягом цього тривалого періоду Бегані періодично віддавали свої володіння у заставу або у спадок. У 1646 році князь Дьердь Ракоці захопив чотири кріпосних володіння Томаша Бегані. Частина володінь родини Бегані приєднали до Мукачівського замку, а опісля 4 роки Жужанна Лоранфі повернула їх законним власникам. У 1794 році власником володінь Бийгані був Янош Дерчені-Вийг. В наступні часи Бийгань належала Немешів, Шіро і Томпа.

Головною архітектурною пам’яткою села є реформатська церква, збудована у 1805 році, у стилі класицизму.  В 2012 р. в ході наукових досліджень релігійної спадщини Закарпаття в церкві були виявлені  цікаві фрески «Свята Ілона знаходить хрест».

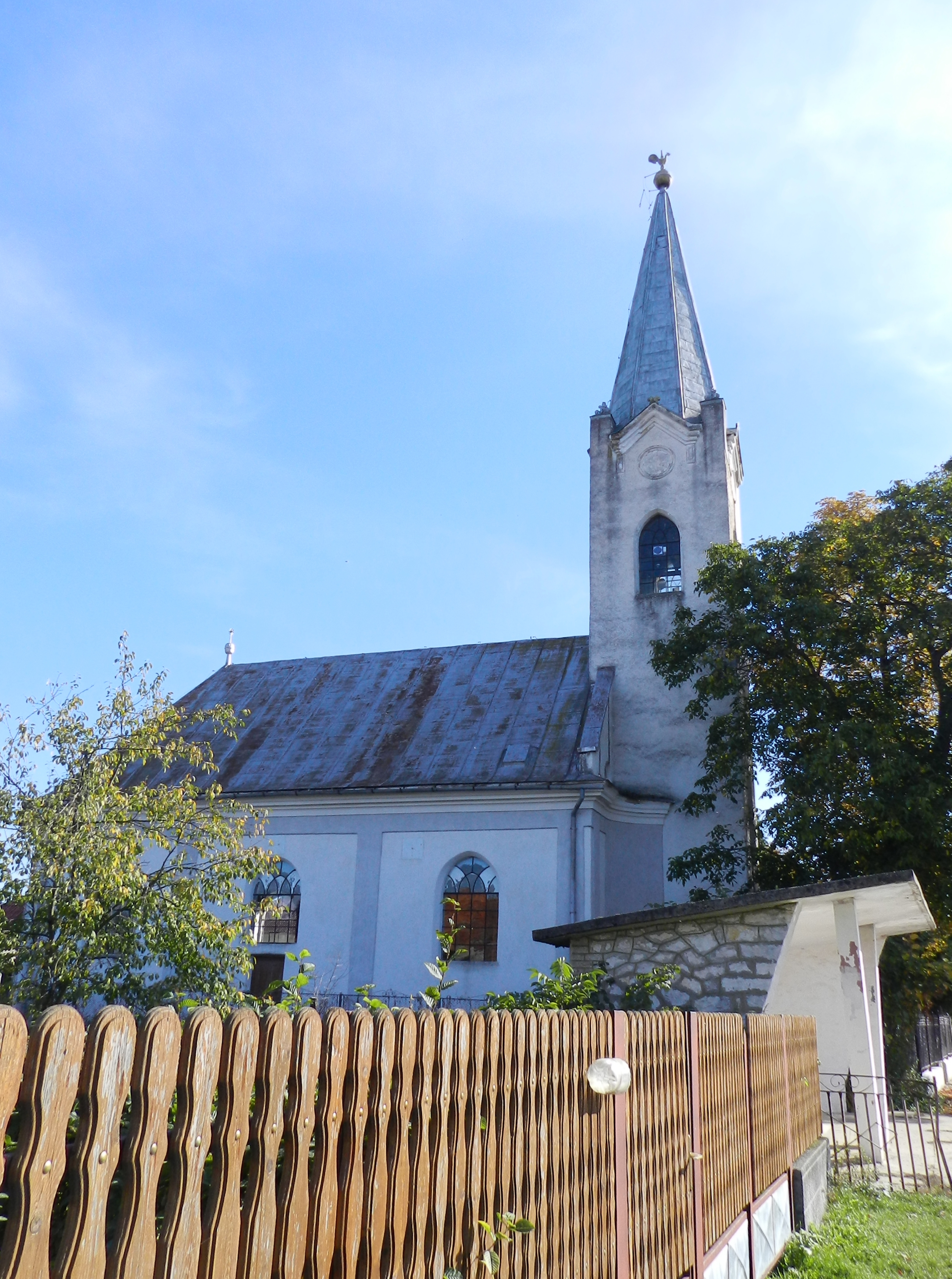
Реформатська церква (1805 р.) в с. Мала Бийгань

У 1992 році у центрі села  було встановлено пам’ятник жертвам сталінських репресій.

## Туристичні місця
- Пам'ятник жертвам сталінських репресій.
- У селі розташована Свердловина № 5, Свердловина № 99, Свердловина № 274  — гідрологічні пам'ятки природи місцевого значення.
- По дорозі між Великою та Малою Бийганю знаходиться невеличке, але мальовниче озеро.
- На північний захід від Малої Бийгані, на правому березі ріки Верке розташоване поселення пізньої бронзи і раннього заліза.
- На лівому березі Верке, у південно-західній частині села – поселення пізньої бронзи.
- В районі древніх поселень відкрито в різні часи три скарби пізньої бронзи та раннього заліза. В 1965 році виявлено перший, що складався з чекано-молота і кільця, другий – в 1954 році – з 11 браслетів, третій – в 1969 році – з 8 бронзових предметів. Звідси також походять два браслети.
- реформатська церква, збудована у 1805 році, у стилі класицизму.  В 2012 р. в ході наукових досліджень релігійної спадщини Закарпаття в церкві були виявлені  цікаві фрески «Свята Ілона знаходить хрест».
- Мало-Біганське родовище германію — єдине в Україні родовище германію